# Cemitério Jardim da Saudade
O Cemitério Jardim da Saudade é uma necrópole situada na cidade de Salvador, capital do estado brasileiro da Bahia, inaugurado em 1987 e considerado um dos maiores do país. Está situado à rua Campinas de Brotas, no bairro de Brotas, região central da cidade.
Para sepultamentos o Jardim da Saudade dispõe de oito capelas para velório, aluguel de jazigo individual ou compartilhado. Além de sepultamentos ali também são realizadas cremações, com capela individual para velório, como foi o caso da geógrafa Consuelo Pondé de Sena, em 2015; dos ex-governadores de Sergipe, Marcelo Déda, em 2013 e Waldir Pires, da Bahia, em 2018; ou do médico Elsimar Coutinho e do historiador Luís Henrique Dias Tavares, em 2020. Dentre outras pessoas sepultadas, destaca-se:
- Ceslau Stanula, bispo católico.[7]
- Claudina Passos Gil (Dona Coló), mãe do músico Gilberto Gil.[8]
- Dinha do Acarajé, a mais famosa dessas quituteiras.[9]
- Hilda Dias dos Santos, sacerdotisa afro-brasileira.[10]
- Irmão Lázaro, cantor evangélico, pastor e vereador de Salvador[11]
- Jaime Sodré, historiador.[12]
- Mãe Menininha do Gantois, religiosa afro-brasileira.[13]
- Mãe Nitinha de Oxum, religiosa afro-brasileira.[14]
- Mãe Stella de Oxóssi, sacerdotisa afro-brasileira.[15]
- Raul Seixas, cantor, astro do rock.[16]